# Patrick Stanczak
Patrick Stanczak es un deportista francés que compitió en taekwondo. Ganó una medalla de bronce en el Campeonato Europeo de Taekwondo de 1980, en la categoría de –78 kg.

## Palmarés internacional
| Campeonato Europeo | Campeonato Europeo     | Campeonato Europeo | Campeonato Europeo |
| Año                | Lugar                  | Medalla            | Categoría          |
| ------------------ | ---------------------- | ------------------ | ------------------ |
| 1980               | Copenhague (Dinamarca) | Medalla de bronce  | –78 kg             |